# آلکس در سرزمین عجایب
آلکس در سرزمین عجایب (انگلیسی: Alex in Wonderland) فیلمی آمریکایی در سبک کمدی-درام و به کارگردانی پل مازورسکی است که در سال ۱۹۷۰ منتشر شد.